# Tilman Rammstedt

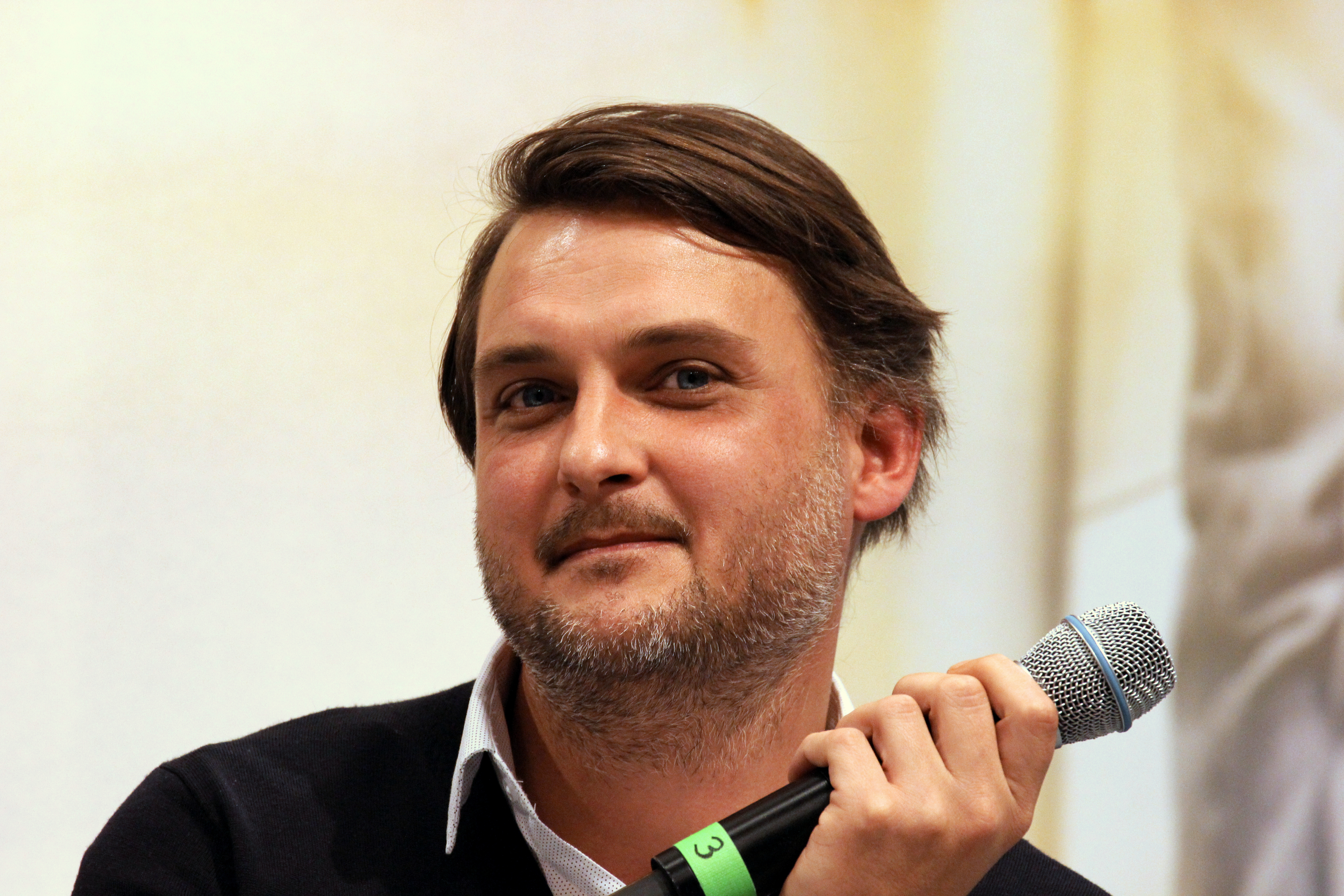
Tilman Rammstedt auf der Frankfurter Buchmesse 2016

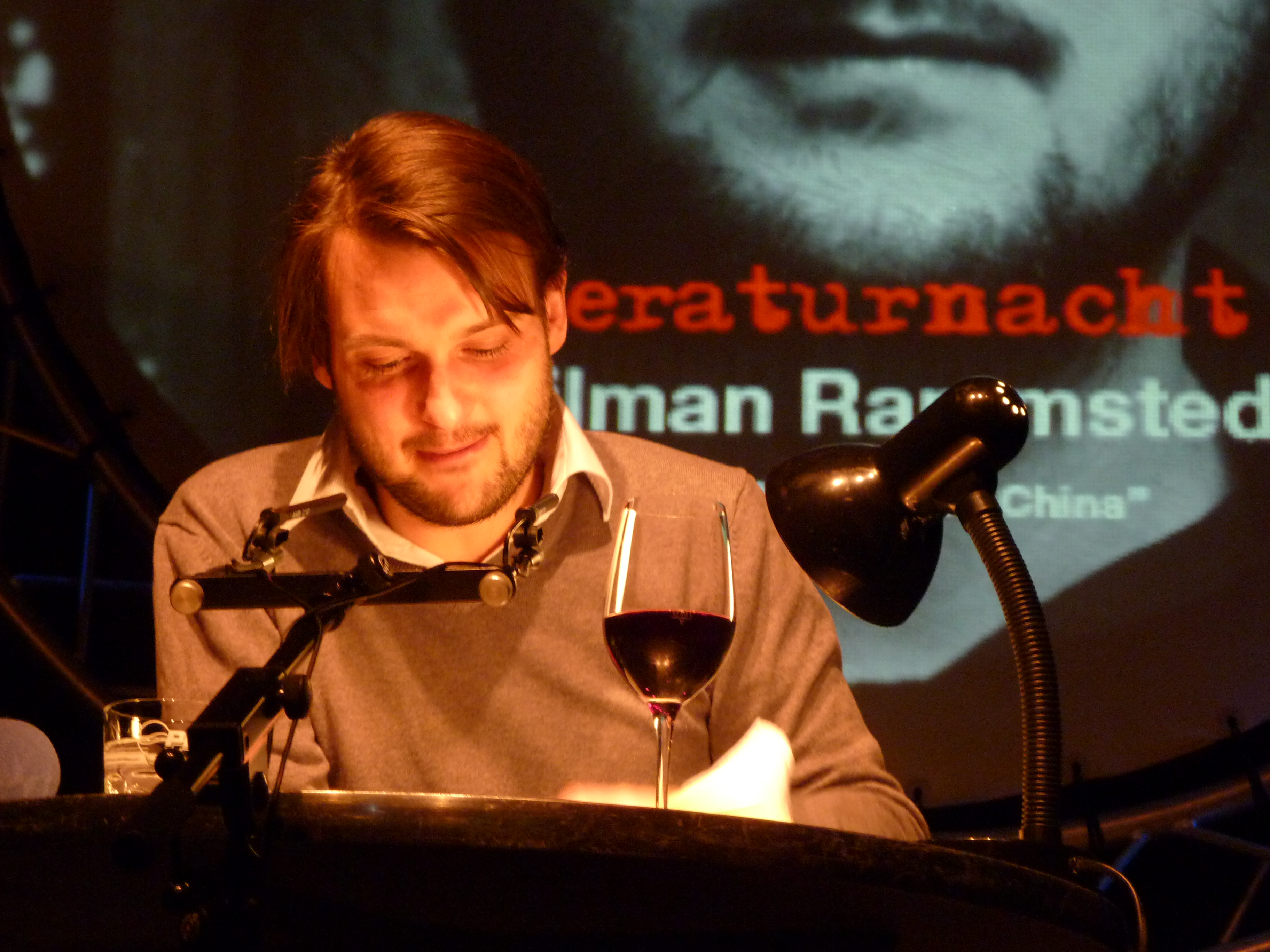
Tilman Rammstedt bei einer Lesung in Bruneck, Südtirol

Tilman Rammstedt (* 2. Mai 1975 in Bielefeld) ist ein deutscher Schriftsteller und Musiker. 2008 erhielt er den Ingeborg-Bachmann-Preis.

## Leben und Werk
Tilman Rammstedt ist der Sohn des Soziologen Otthein Rammstedt und dessen Ehefrau Angela. Er studierte Philosophie und Literaturwissenschaft in Tübingen, Berlin und Edinburgh.
Einige seiner Romane und Erzählungen sind ins Französische, Englische, Spanische, Katalanische und Tschechische übersetzt worden. 2016 veröffentlichte der Hanser Verlag Teile seines im Entstehen begriffenen Romans im Internet.
Zusammen mit den Autoren Michael Ebmeyer, Florian Werner und Bruno Franceschini bildet er die Musik- und Literaturgruppe Fön. Außerdem war er ständiges Mitglied der Berliner Lesebühne Visch & Ferse. Rammstedt lebt in Berlin. Er hat zusammen mit der Autorin Mariana Leky einen Sohn.

## Werke
- Eine Froschkönigin. Illustrationen von Silke Schmidt. Edition Wasser im Turm, Berlin 1999
- Erledigungen vor der Feier. Erzählungen. DuMont Verlag, Köln 2003.
- Wir bleiben in der Nähe. Roman. DuMont Verlag, Köln 2005.
- Der Kaiser von China. Roman. DuMont Verlag, Köln 2008.
  - Hörbuch (gelesen vom Autor): 4 CDs. Der Hörverlag, München 2008/2010.
  - Theaterfassung (Regie: Thomas Ladwig) uraufgeführt am Schauspiel Essen 2009.[5]
- Die Abenteuer meines ehemaligen Bankberaters. Roman. DuMont Verlag, Köln 2012, ISBN 978-3-8321-9686-8. (Mit Bruce Willis als Hauptfigur.)
- Morgen mehr, Roman. Hanser, München 2016, ISBN 978-3-446-25096-3.

### MitFön
- Mein Leben als Fön. Abenteuerroman. Piper, München 2004 (unter dem Sammel-Pseudonym K. L. McCoy).
- Wir haben Zeit. Audio-CD, Traumton (Indigo), 2004.
- Ein bisschen plötzlich. Audio-CD, Traumton (Indigo), 2007.

### Verstreute Veröffentlichungen
- L., die Jahreszeiten und ich auch. In: Bella triste, Nr. 01, Hildesheim 2001.
- Wurmlöcher. Kurzgeschichte. In: Borders. Scritture Giovani, Corraini, Mantua 2003. S. 135.[6]
- 15 Jahre deutsche Einheit. Briefwechsel mit Daniela Danz. Im Kölner Stadt-Anzeiger, 15. Oktober bis 19. November 2005.[7]
- Eine für alle Seiten zufrieden stellende Lösung. Interview. In: Bella triste, Nr. 22, Hildesheim 2008.
- Zu Goethes „Maifest“. Ein Dialog. In: Hans-Gerd Koch (Hrsg.): Sturm und Drang – Eine Epoche und ihr Lebensgefühl im Blick junger Autoren. Artemis und Winkler, Düsseldorf 2009.
- Frischs Montauk? Eitles Geraune. In: Weg damit – Der Literaturkanon. Die Zeit, 20. Mai 2010, Seite 8.[8]

## Auszeichnungen
- 2001: Gewinner des 9. Open Mike der Literaturwerkstatt Berlin
- 2003: Kulturpreis der Sparkassen-Kulturstiftung Rheinland (Förderpreis)
- 2005: Kasseler Förderpreis Komische Literatur der Stiftung Brückner-Kühner
- 2006: Förderpreis des Landes Nordrhein-Westfalen für junge Künstlerinnen und Künstler
- 2008: Arbeitsstipendium des Deutschen Literaturfonds
- 2008: Haupt- und Publikumspreis beim Ingeborg-Bachmann-Preis[9][10]
- 2008: Annette-von-Droste-Hülshoff-Preis
- 2009: Literaturpreis des Kulturkreises der deutschen Wirtschaft[11]
- 2017: Preis der LiteraTour Nord für Morgen mehr
- 2019: einjähriges Stipendium der Berliner Senatsverwaltung für Kultur und Europa[12]
- 2020: Werkstipendium des Deutschen Literaturfonds

## Nachweise
1. ↑  Kurzbiographie und Angaben zum Werk von Tilman Rammstedt bei Literaturport
2. ↑  Deutschlandradio Kultur: Schriftsteller und Musiker. Tilman Rammstedt im Porträt. 26. Juni 2008.
3. ↑   So wie 20 Jahre zuvor bereits Ilija Trojanow seine "novel in progress".
4. ↑  Morgen mehr Rammstedt – ein Roman-Abo. Auf der Website des Hanser Verlages, abgerufen am 23. Januar 2016.
5. ↑  Jens Dirksen: Tilman Rammstedts "Der Kaiser von China" uraufgeführt. Bericht bei derwesten.de vom 22. November 2009. Abgerufen am 23. Dezember 2012.
6. ↑  Borders. (Memento des Originals vom 8. März 2010 im Internet Archive)  Info: Der Archivlink wurde automatisch eingesetzt und noch nicht geprüft. Bitte prüfe Original- und Archivlink gemäß Anleitung und entferne dann diesen Hinweis. (PDF-Datei. 2.6 MB) Texte von Bjarte Breiteig, Richard John Evans, Angharad Price, Tilman Rammstedt und Flavio Soriga. Abgerufen am 21. Dezember 2012.
7. ↑  Artikelliste. (Memento des Originals vom 5. Januar 2016 im Internet Archive)  Info: Der Archivlink wurde automatisch eingesetzt und noch nicht geprüft. Bitte prüfe Original- und Archivlink gemäß Anleitung und entferne dann diesen Hinweis. Abgerufen am 23. Dezember 2012.
8. ↑  Der Text auf Zeit Online vom 25. Mai 2010. Abgerufen am 23. Dezember 2012.
9. ↑  Ausgezeichneter Text beim Bachmannpreis 2008. Abgerufen am 21. Dezember 2010.
10. ↑   Tilman Rammstedt gewinnt Bachmann-Preis. In Spiegel Online vom 29. Juni 2008.
11. ↑  Kulturkreis der dt. Wirtschaft: Literaturpreise 2009 (Memento vom 27. Mai 2014 im Internet Archive)
12. ↑  Arbeits- und Recherchestipendien für 29 Berliner Autorinnen und Autoren vergeben, Meldung auf Buchmarkt.de vom 26. November 2019, abgerufen am 30. November 2019.

| Personendaten    | Personendaten                        |
| ---------------- | ------------------------------------ |
| NAME             | Rammstedt, Tilman                    |
| KURZBESCHREIBUNG | deutscher Schriftsteller und Musiker |
| GEBURTSDATUM     | 2. Mai 1975                          |
| GEBURTSORT       | Bielefeld                            |